# یان ایناستو
یان ایناستو (استونیایی: Jaan Einasto؛ زادهٔ ۲۳ فوریهٔ ۱۹۲۹) دانشمند در زمینه کیهان‌شناسی و اخترفیزیک اهل استونی و یکی از کاشفان جهان قابل مشاهده گیتی است.
وی تحصیلات خود را در دانشگاه تارتو در سال ۱۹۵۲ تا مقطع دکترا و در سال ۱۹۷۲ دکترای ارشد پژوهش ادامه داد. از سال ۱۹۵۲ وی به‌عنوان دانشمند در رصدخانه تارتو مشغول به کار شد، همچنین از سال ۱۹۹۲ تا ۱۹۹۵ استاد کیهان‌شناسی دانشگاه تارتو بود. ایناستو به مدت طولانی رئیس بخش اخترشناسی و فیزیک آکادمی علوم استونی در تالین بوده‌است.